# Komádi
Komádi (rumunsky Comad) je město ve východním Maďarsku v župě Hajdú-Bihar, spadající pod okres Berettyóújfalu, blízko rumunských hranic a hranic se župou Békés. Nachází se asi 66 km jihozápadně od župního města Hajdú-Biharu, Debrecínu, kdežto od hlavního města sousední župy, Békéscsaby, se nachází asi pouze 54 km na severovýchod. V roce 2015 zde žilo 5 421 obyvatel. Podle údajů z roku 2001 zde bylo 95 % obyvatel maďarské a 5 % obyvatel romské národnosti.
Blízko města prochází řeka Sebes-Körös. Nejbližšími městy jsou Berettyóújfalu, Biharkeresztes, Szeghalom, Vésztő a rumunská Oradea. Blízko jsou též obce Biharugra, Furta, Körösújfalu, Magyarhomorog, Újiráz, Vekerd a Zsadány.